# Språkrådet (Norge)
 For alternative betydninger, se Språkrådet. (Se også artikler, som begynder med Språkrådet)
Språkrådet er den norske stats rådgivende organ i spørgsmål som gælder de to norske målformer bokmål og nynorsk – både overfor offentlige institutioner og offentligheden. Rådet efterfulgte i 2005 Norsk språkråd, som blev oprettet i 1972, og som i sin tid afløste Norsk språknemnd, som var oprettet i 1952. Språkrådet har 33 ansatte.

## Norsk språkråd
Norsk språkråd havde til opgave at værne om den kulturarv som norsk skriftsprog og talesprog repræsenterede, fremme tiltag som kan øge kundskaben til norsk, fremme tolerance og gensidig respekt mellem alle som bruger det norske sprog i dets forskellige varianter, og værne om det enkelte menneskes rettigheder når det gælder brugen af sproget. Blandt de vigtigste opgaver til rådet har været normering af bokmål og nynorsk, sproglig rådgivning og sproglig kvalitetssikring af lærebøger.
I 1994 fik rådet til opgave at føre tilsyn med statsorganer under departementsniveau når det gjaldt gennemførelsen af målloven. I 2000 fik rådet også til opgave at arbejde med norsk sprog og informationsteknologi. Norsk språkråd registrerede neologismer, fremlagde forslag til afløserord i stedet for engelske importord og fremmede tiltag til at sikre sproglig ligestilling mellem bokmål og nynorsk. Rådet udgav publikationene Språknytt og Statsspråk. Norsk språkråd havde de sidste år ca. 20 ansatte.
De sprogpolitiske og normerende organisationer, som Riksmålsforbundet og Det Norske Akademi på riksmålssiden og Noregs Mållag på nynorsksiden, var repræsenteret i rådet.

## Språkrådet
Stortinget tilsluttede sig i 2003 et forslag om at omdanne Norsk språkråd til et nationalt kompetencecenter for norsk sprog. Det nye organ skal videreføre mange af de gamle arbejdsopgaver. Der skal lægges særlig vægt på styrkelse og værn af norsk sprog og på sproglig ligestilling. Det nye organ blev oprettet 1. januar 2005. I maj 2005 blev det fastsat at navnet på institutionen skal være Språkrådet. Fra 2005 er språkorganisationene ikke længere repræsenteret. I 2005 blev også "Språktjenesten for statsorganer" oprettet efter en stortingsbeslutning. Språktjenesten har to ligestillede opgaver, at arbejde for klarsprog, dvs. klarere og bedre sprog i staten, og for jævnere fordeling mellem nynorsk og bokmål i statslige dokumenter.
Språkrådets første direktør var Sylfest Lomheim. Han var direktør til 1. september 2010. Næstformand i bestyrelsen, Magni Øvrebotten, var fungerende bestyrelsesformand indtil 15. oktober 2010 efter at bestyrelsesformand fra 2007, Ida Berntsen, trak sg i august 2010. De øvrige medlemmer udnævnt af det norske kulturministerium var indtil 15. oktober 2010: Jan Olav Fretland, Tor Fuglevik, Ottar Grepstad, Silje Solheim Karlsen. Øvrebotten, Fretland, Fuglevik og Karlsen trak sig alle 15. oktober 2010 i protest mod kulturminister Anniken Huitfeldt og kulturmiisteriets proces med ar finde Sylfest Lomheims efterfølger.
28. februar 2011 blev det klart, at Arnfinn Muruvik Vonen tiltræder som direktør i Språkrådet 1. juni 2011.

### Ledelse 2010–2014
Ny ledelse udnævnt af Kulturdepartementet 25. november 2010:
- Ottar Grepstad leder
- Åse Lill Kimestad viceleder
- Trond Trosterud
- Åse Wetås
- Sigrun Høgetveit Berg
- Helene Uri
- Kamil Øzerk
- Ola T. Lånke
- Margrethe Kvarenes, medarbejderrepræsentant
- Daniel Ims, medarbejderrepræsentant

Øvrige medlemmer: Lars Rottem Krangnes, Bente Christensen